# Kungliga Marinförvaltningen
Kungliga Marinförvaltningen var en svensk myndighet som existerade åren 1878–1968. Den fungerade som överstyrelse för marinen i tekniskt och ekonomiskt hänseende. Marinförvaltningen var fram till 1920 ett ämbetsverk under  Sjöförsvarsdepartementet,  därefter tillhörande försvarsdepartementet. Åren 1943–1963 var Marinförvaltningen dock underställd Chefen för marinen. Marinförvaltningens chef benämndes då souschef. Marinförvaltningen uppgick den 1 juli 1968 i den nybildade myndigheten Försvarets materielverk.

## Historik
Föregångare:

- 1634–1791 Amiralitetskollegium
- 1791–1794 Generalsjömilitiekontoret
- 1794–1797 Storamiralsämbetet för örlogsflottan respektive Storamiralsämbetet för arméns flotta
- 1797–1803 Kommitterade till förvaltningen av örlogsflottans ärenden respektive Kommitterade till förvaltningen av arméns flottas ärenden
- 1803–1827 Förvaltningen av Sjöärendena
- 1827–1840 Storamiralsämbetet, där Förvaltningen av Sjöärendena ingick som andra avdelningen
- 1841–1877 Förvaltningen av Sjöärendena

Efterföljare:
- 1968–	Försvarets materielverk

Intendenturavdelningen vid Marinförvaltningen uppgick den 1 juli 1963 i den nybildade myndigheten Försvarets intendenturverk.

## Bakgrund
Tiden efter förlusten av Finland 1809 var en nedgångsperiod för svenska flottan. Man bedömde att det skulle ta så lång tid att mobilisera att man inte kunde möte ett överraskande anfall mot Sverige vid kusten. Därför infördes den så kallade centralförsvarssystemet, vilket innebar att riksledningen vid krig skulle dra sig tillbaka till området mellan Vänern och Vättern, för att senare när mobiliseringen genomförts gå till motanfall. På 1860-talet tillkom dock tre nyheter som förändrade förutsättningarna,  elektrisk telegrafi och järnväg, vilket innebar snabbare förvarning och mobilisering. samt ångmaskinen som ökade fartygens rörlighet. För arméns del innebar detta byggande av Bodens fästning, för svenska marinen en återuppbyggnad av flottan och kustförsvaret. Under senare delen av 1800-talet skedde en snabb utveckling av vapenmaterielen. Räfflade kanoner innebar att man måste förse stridsfartygen med pansar. Torpeder gav upphov till helt nya fartygstyper som torpedbåtar och ubåtar. Sjöminan innebar nya fartygstyper för utläggning och svepning av minor.

## Lokalisering
Marinförvaltningen ärvde lokaler på Riddarholmen från sin föregångare Förvaltningen av Sjöärendena. Dessa blev dock snart otillräckliga med hänsyn till de utökade arbetsuppgifterna. Efter att under många år hyrt olika lokaler i Stockholm flyttades ämbetsverket till nya lokaler som 1939-1942 byggdes för Marinen på Gärdet.

## Tiden fram till första världskriget
Under Tiden fram till första världskriget skedde en systematisk uppbyggnad av fartygsbeståndet. Sammanlagt byggdes 12 pansarskepp av typerna HMS Svea, HMS Oden, HMS Dristigheten, HMS Äran och HMS Oscar II.
Dessutom byggdes 29 stycken 1:a klass torpedbåtar och 28 st 2:a klass torpedbåtar, samt åtta stycken jagare. För dessa senare fartygstyper köptes prototypfartyg från England och Frankrike, varefter seriebyggen utfördes i Sverige.
När det gällde ubåtar, togs däremot fram en helsvensk ubåtskonstruktion, HMS Hajen som byggdes på Örlogsvarvet i Stockholm. Denna finns ännu bevarad. Sammanlagt levererades 5 ubåtar före första världskriget. År 1902 uppsattes Kustartilleriet. Därvid organiserades en särskild fortifikationsavdelning inom Marinförvaltningen.

## Första världskriget
Under åren 1908 till 1912 uppstod en het politisk debatt om fartygsanskaffningen för flottan, vilken ianspråktog Marinförvaltningens personal med frågor om en rad olika utredningsalternativ. Debatten avslutades med Pansarbåtinsamlingen, varvid uppdrogs åt förvaltningen att med de insamlade medlen anskaffa pansarskeppet HMS Sverige. Efter världskrigets utbrott kompletterades detta med systerfartygen HMS Drottning Victoria och HMS Gustav V. Under kriget anskaffade även sju ubåtar. Tre minsvepare som köptes för överblivna för medel från pansarbåtsinsamlingen.

## Flyg och luftvärn

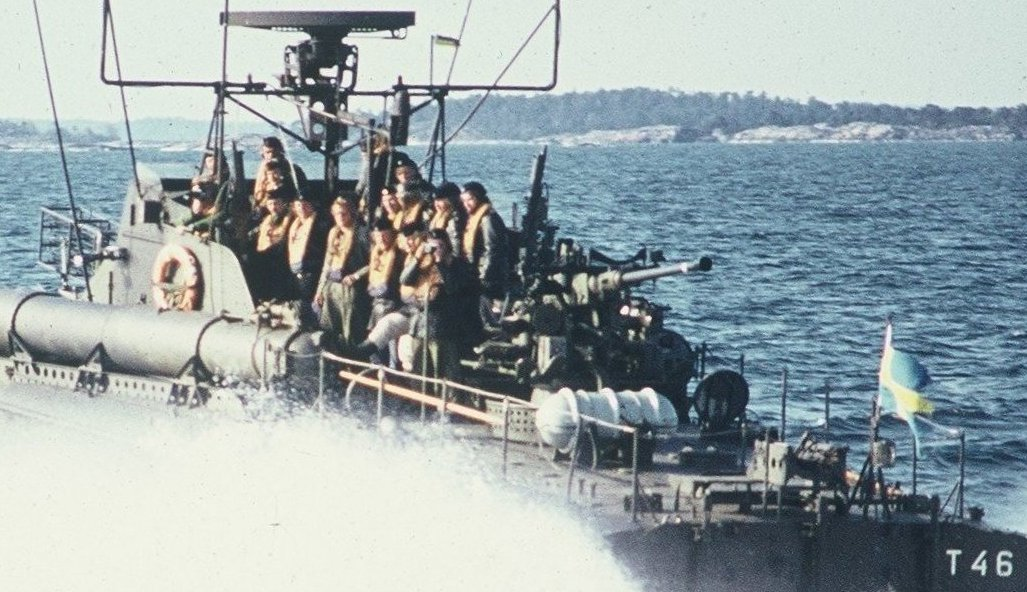
Motortorpedbåt med 40 mm lvakan m/36.

Enstaka flygplan (flygbåtar) anskaffades genom donationer år 1913. År 1915 organiserades Marinens Flygväsende, varvid frågor om anskaffning och underhåll skulle skötas av Marinförvaltningen. Denna uppgift lades inledningsvis på torpedavdelningen. De första luftvärnskanonerna var ombyggda 7,5 cm lvakan m/36 pjäser som försetts med nytt lavettage och eldledning för att bekämpa högtflygande plan. Störtbombteknikens utveckling krävde dock nya grepp och år 1928 gav marinförvaltningen ett uppdrag till AB Bofors att utveckla en luftvärnsautomatkanon. Detta resulterade i 40 mm lvakan m/36. Det blev den första riktigt driftsäkra automatkanonen och kom att licenstillverkas av flera andra länder. Under andra världskriget kom den även att piratkopieras i tusentals exemplar och deltog på alla fronter under beteckningen ”The Bofors Gun”.

## Skifferoljebrytning
Kraven på högre maskinprestanda medförde en övergång från koleldade ångpannor till oljeeldade. De första oljeeldade fartygen var jagarna HMS Wrangel och HMS Wachtmeister. Eftersom oljan måste importeras, sökte Marinförvaltningen efter möjligheter att utvinna pannbrännolja ur oljeskiffer. Privata försök med detta hade skett, men inte varit lönsamma. Marinförvaltningen fick emellertid år 1928 utan kostnad överta en sådan anläggning vid Kinnekulle. En försöksdrift igångsattes, tillsammans med raffinaderiet i Nynäshamn och driftprov gjordes på HMS Nordenskjöld och HMS Manligheten med gott resultat. 1932 års Riksdag uppdrog åt Marinförvaltningen att sköta driften vid anläggningen, som därefter kallades ”Flottans skifferoljeverk å Kinnekulle”. Efter krigsutbrottet 1939 byggdes anläggningen ut och levererade därefter omkring 7000 ton olja per år. Anläggningen såldes 1944 till Svenska Skifferolje AB.

## Andra världskriget
Andra världskrigets utbrott medförde behov att av snabbat öka marinens fartygsbestånd, varvid kraftsamling kom att ske på lättare fartygstyper. Att under pågående krig köpa krigsmateriel utomlands är inte så lätt. Detta visade sig dock möjligt från Italien. varifrån Marinförvaltningen lyckades köpa fyra st motortorpedbåtar och fyra begagnade jagare. Hemfärden för dessa blev dock dramatisk då Storbritannien ville stoppa dem vid Färöarna. Bland snabbutbyggnad i Sverige kan nämnas de stora minsveparna HMS Arholma (53) och HMS Landsort (54) som togs i tjänst år 1939 och fick 12 stycken efterföljare, vilka byggdes på sex olika varv.  För att snabbt öka jagarbeståndet byggdes fyra stycken kustjagare, vilka gick snabbare att producera än de mer avancerade Stadsjagaretypen. Under kriget levererades inte mindre än 19 ubåtar.
För att få tillgång till ökade konstruktionsresurser upphandlade Marinförvaltningen från Italien projektering av ett större pansarskepp, som dock aldrig byggdes, samt för en lätt kryssare av typen HMS Tre Kronor. Ursprunget till kryssarna var att svenska regeringen år 1940 beslagtagit två nästan färdiga kanontorn, 15,2 cm kanon M/42 som AB Bofors fått i beställning för Holländska marinen, men som efter den tyska ockupationen inte kunde levereras.

## Datorernas intåg
Att ta fram ballistiska skjuttabeller för en kanon kräver mycket betungande räknearbete, uppskattningsvis 75 manår. Under kriget började man i USA bygga matematikmaskiner. Marinförvaltningen sökte efter kriget att köpa sådana utomlands, men det visade sig omöjligt. För att få igång en egen utveckling beslöt regeringen 1948 att inrätta matematikmaskinnämnden. Marinförvaltningens souschef, blev dess första ordförande och Marinförvaltningens artilleribyrå bidrog med kravställning för skjutelementberäkningar. År 1950 färdigställdes den första datorn BARK byggd på telefonreläer och 1955 en dito byggd på elektronrör BESK. Matematikmaskinnämnden avvecklades 1963 och uppgifterna beträffande den administrativa databehandlingen överfördes till statskontoret.

## Försvarets helikoptermateriel

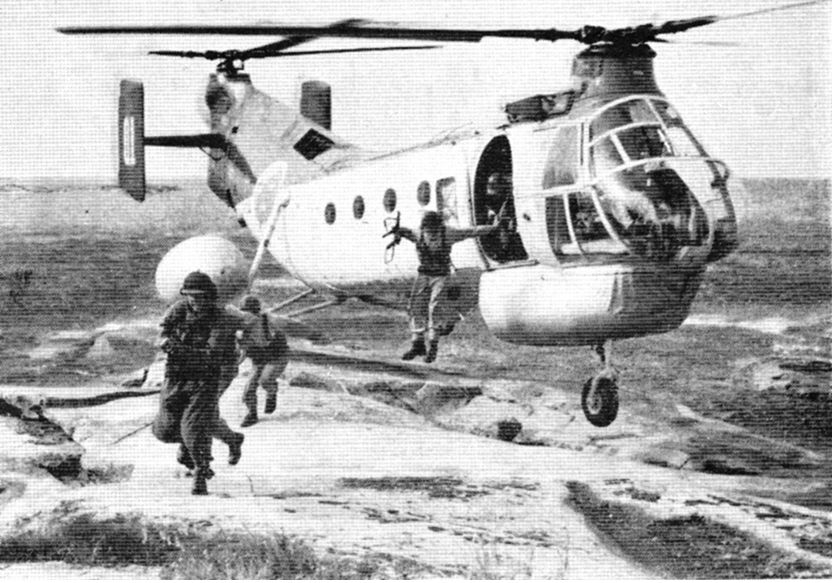
Hkp 1. Känd under smeknamnet "Bananen" landsätter Kustjägare.

År 1957 utsågs marinförvaltningen till upphandlande myndighet för hela försvaret av helikoptermateriel. För detta inrättades en helikoptersektion vid skeppsbyggnadsavdelningens maskinbyrå. Under åren 1958-1961 anskaffades ett tjugotal helikoptrar. Verksamheten överfördes 1965 till Flygförvaltningen.

## Efterkrigstiden
Efter kriget lanserades en ny fartygstyp, landskapsjagare, vilka med sina 2000-3000 ton var betydligt större än tidigare jagare. Den sista levererades 1959. Därefter övergick man till betydligt mindre torpedbåtar, robotbåtar och patrullbåtar. Ett stort kliv i utvecklingen innebar ubåtar av Sjöormenklass, vilka började levereras 1967. Denna tog klivet från dykbåtar till verkliga ubåtar, som konstruerats helt för att uppträda i undervattensläge.

## Chefer för Marinförvaltningen
Chefer för Marinförvaltningen:
- 1899–1901 – Konteramiral Louis Palander
- 1901–1905 – Konteramiral Magnus Ingelman
- 1905–1910 – Konteramiral Carl Olsen
- 1910–1920 – Konteramiral Gustaf Dyrssen (viceamiral från 1917)
- 1920–1925 – Konteramiral Henry Lindberg
- 1925–1933 – Konteramiral John Schneidler
- 1933–1938 – Viceamiral Harald Åkermark
- 1938–1943 – Konteramiral Gunnar Bjurner

Souschefer vid Marinförvaltningen:*
- 1943–1945 – Konteramiral Erik Wetter
- 1945–1950 – Konteramiral Stig H:son Ericson
- 1950–1962 – Konteramiral Gunnar Jedeur-Palmgren
- 1962–1963 – Konteramiral Sigurd Lagerman

Chefer för Marinförvaltningen:
- 1963–1968 – Konteramiral Sigurd Lagerman

*Under perioden 1943–1963 var chefen för marinen tillika chef för Marinförvaltningen.
Souschefen (1954–1963) respektive chefen (1963–1968) var 1954–1968 ledamot av Försvarets förvaltningsdirektion.